# والتر جيمس بولتون
والتر جيمس بولتون (بالإنجليزية: Walter James Bolton)‏ هو فلاح نيوزيلندي، ولد في 13 أغسطس 1888 في وانجانوي في نيوزيلندا، وتوفي في 18 فبراير 1957 في أوكلاند في نيوزيلندا بسبب شنق.